# Щепичский сельсовет
Щепичский сельсовет — административная единица на территории Клецкого района Минской области Белоруссии. Административный центр — агрогородок Домоткановичи.

## Географическое положение
Щепичский сельсовет расположен в северо-западной части Клецкого района. Граничит с Кухчицким, Зубковским сельскими Советами Клецкого района, а также с Несвижским районом Минской области и Ляховичским районом Брестской области.

## История
Щепичский сельский Совет был образован в декабре 1940 года
Деятельность сельсовета временно с июня 1941 по июль 1944 года прекращалась в связи с немецко-фашистской оккупацией.
В 1944 году сельский Совет возобновил свою деятельность. В состав Совета входили населённые пункты: Щепичи, Гусаки, Яжевичи, Новодворки, Лукавцы, Горбуновщина, Липка. Население составляло 1522 человек. Площадь составляла 3836 га.
В 2007 году решением Минского областного Совета депутатов № 30 «Об упразднении Домоткановичского сельского Совета» населённые пункты Домоткановичского сельсовета были переданы в ведение Щепичского сельсовета.
В 2007 году административно-территориальный центр Щепичского сельского Совета депутатов перенесён из деревни Щепичи в деревню Домоткановичи.

## Состав
Щепичский сельсовет включает 12 населённых пунктов:
- Горбуновщина — деревня.
- Гусаки — деревня.
- Домоткановичи — агрогородок.
- Жиличи — деревня.
- Липка — деревня.
- Лукавцы — деревня.
- Новодворки — деревня.
- Орда — агрогородок.
- Степужичи — деревня.
- Щепичи — агрогородок.
- Яжевичи — деревня.
- Якшичи — деревня.

## Производственная сфера
- СПУ «Щепичи-Агро»
- ЧУП «Агрофирма Орда»
- Строительная организация ДСУП «ПМК-191»

## Социально-культурная сфера
Образование: УО «Щепичская ГОСШ» и детский сад-ясли в агрогородке Щепичи, УО "Домоткановичская ГОСШ и детский сад-ясли в агрогородке Домоткановичи, УО «Клецкий детский дом»
Здравоохранение: Больница сестринского ухода, врачебная амбулатория в агрогородке Домоткановичи, Щепичский и Ордянский ФАПы
Культура: Щепичский и Домоткановичский сельские Дома культуры, четыре сельские библиотеки

## Дорожное хозяйство
Протяжённость улиц населённых пунктов сельского Совета составляет 41,2 км, из них с асфальтобетонным покрытием 28,45 км.